# Barranc de Marcó
El barranc de Marcó és un barranc dels termes municipals d'Àger i de Camarasa, a la comarca catalana de la Noguera.
És un barranc del vessant meridional de la Serra del Montsec, afluent del Riu Fred de Pui just abans que aquest riu s'aboqui en la Noguera Pallaresa just davant, i a ponent, de la Baronia de Sant Oïsme. Es forma en el costat de migdia del Pla de Moltó, al nord-oest de l'Ametlla del Montsec, al vessant sud de la Serra del Montsec, a 768 metres d'altitud, des d'on davalla cap al sud, però decantantant-se progressivament cap al sud-est.
Just a l'entrada del Clot del Gros rep per la dreta lo Barranquill, travessa el Camí de la Bassa, i discorre pel costat de ponent de lo Tossal, i passa entre el Corral de Cisco, que queda a ponent, el barri del Tossal, de l'Ametlla del Montsec. Al cap de poc troba la Font de Cònsol, després de la qual entra en el Clot de la Seca. Allí troba la Font de l'Hort de la Seca i de seguida la Font de Colàs, on ja agafa decididament la direcció sud-est. Discorre a llevant de los Buenos i a ponent de lo Ram de Cabaler i lo Ram de Cotó, fins que entra en el Racó de l'Infern, al final del qual entra ja en la Vall d'Àger. Passa per sota la C-12 en el Pont del Petit, i pel costat de llevant del Serrat de Narta ateny aviat el Riu Fred de Pui al sud-est de la Casa Vella d'en Saura, poc abans que aquest aiguavessi en la Noguera Pallaresa.